# Paraphlepsius texanus
Paraphlepsius texanus är en insektsart som beskrevs av Baker 1898. Paraphlepsius texanus ingår i släktet Paraphlepsius och familjen dvärgstritar. Inga underarter finns listade i Catalogue of Life.